# Esbjörnamåla
Esbjörnamåla är en mindre by som ligger i Urshults socken i Tingsryds kommun vid sydöstra stranden av sjön Åsnen. Byn är känd för äppleodling. I byn växer fortfarande vildapel och den tillhör äppelbygden. 

## Beskrivning Historiskt-geografiskt och statistiskt lexikon öfver Sverige 1859-1870
Esbjörnamåla. Kronohemman av 1  mantal i Urshults socken och Kinnevalds härad av Kronobergs län, köpt till skatte år 1843, upptogs av ödemarken på Kronans allmänning av Djur Nilsson, vars son, Måns Djursson, konungens länsman i socknen, genom ett i Högsby den 20 juli 1612 utfärdat brev på detta hemman fick bördsrätt för sig och sina efterkommande, så länge de därför gjorde den skatt och skuld, som gäller hemmanet. Han blev dock befriad från alla årliga och vissa pålagor, så länge han skaffade konungen vissa kunskaper om fienden och gjorde denne den mesta möjliga avbräck. (Se Wieselgren, Ny Smålands Beskrivning, II, sidan. 746 moderniserad stavning)

## Beskrivning 1932
Esbjörnamåla: By i Kronobergs län, Urshults kommun med 7 jordbruksfastigheter, och 3 andra fastigheter. Taxeringsvärde för jordbruksfastigheter 98 700 kr, därav 63 900 jordbruksvärde och 34 800 skogsvärde och för andra fastigheter 4 700kr.

## Mordfall i byn
Den åttonde januari 2004 mördades  bonden Rolf Nilsson i sitt hem i Esbjörnamåla.2006 kom grannen till Rolf Nilsson, Johan Engblom ut med boken, Ett helt vanligt mord, som handlade om mordet på hans granne i byn. Boken blev omdiskuterad regionalt. Detta blev starten för en kampanj för större säkerhet på landsbygden som leddes av den så kallade Sjöbodagruppen.